# Sinsariscum
Sinsariscum (em acádio: ; romaniz.: Sîn-šar-iškun; lit. "Sim estabeleceu o rei") foi o segundo filho de Assurbanípal e penúltimo rei da Assíria que reinou entre 626/623 a.C. até 612 a.C..
Depois da morte do grande rei Assurbanípal em 627 a.C., seu filho Sinsariscum foi declarado rei, mas seu irmão Assuretelilani conseguiu ocupar o trono em Nínive, enquanto Sinsariscum ficou com suas tropas na região leste do país.[carece de fontes?]

## Reinado

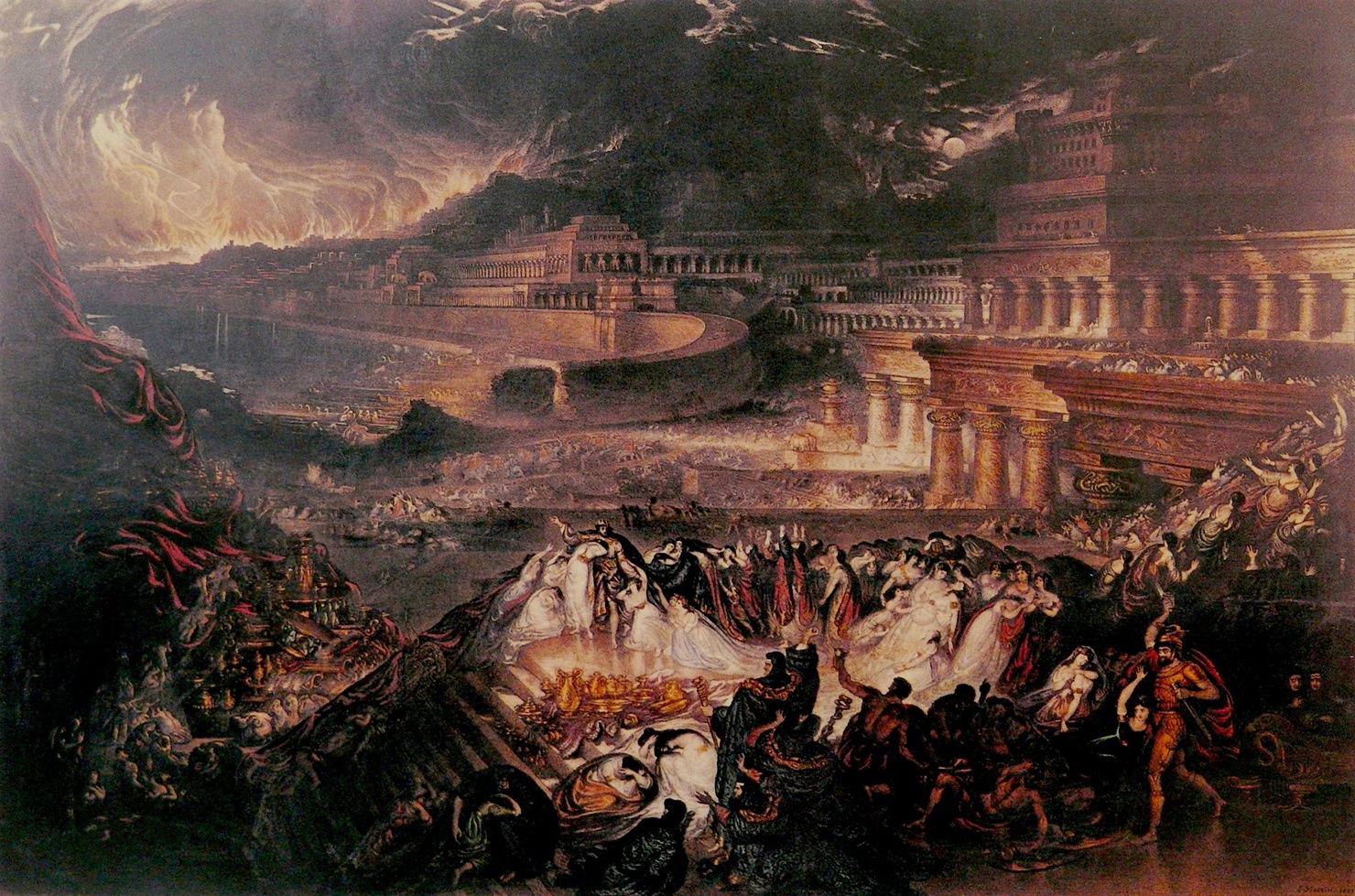
John Martin, C.E.1829 (H.E.11,829)

A disputa terminou com a morte deste último com Nipur, o que motivou que Sinsariscum abandonasse a Babilônia e fosse encaminhado a Nínive para ocupar o trono da Assíria, muito mais importante que o da Babilônia. Pouco depois, o caldeu Nabopolassar, cabeça do país do mar, com as mãos livres e aproveitando as dificuldades internas da Assíria, se lançou para atacar cidades Uruque e Nipur, deixando a Suméria e a Acádia livres.
Mesmo em um ousado, a RAID poderia colocar cerco à própria Assur, a antiga capital assíria. A estes confrontos armados junta-se a presença das tropas dos medos, que, lideradas por Ciaxares, filho de Fraortes, avançaram sobre Arrafa, Nipur e por último Assur, a cidade que não aguentou.
Nabopolassar, já entitulado rei da Babilônia e à luz desses acontecimentos, preferiu negociar com os medos e selou um tratado com Ciaxares, o qual foi reforçado com um casamento político entre seu filho Nabucodonosor II e Amitis, a neta do rei medo. Sinsariscum mal conseguia reagir a essas ações.
Em 612 a.C., os medos, citas e caldeus sitiaram Nínive, cidade que, apesar de sua resistência inicial, foi finalmente tomada e saqueada, e Sinsariscum morreu durante a batalha. De acordo com a Crônica Babilônica, algumas tropas assírias conseguiram sobreviver e se reorganizarem por um oficial assírio (que assumiu o nome de Assurubalite II), não conseguindo fugir do país de Harã.